# تونی زایلر
تونی زایلر (به آلمانی: Toni Sailer) (تولد :۱۷ نوامبر۱۹۳۵ - درگذشت: ۲۴ اوت ۲۰۰۹)ورزشکار مرد رشتهٔ اسکی آلپاین اهل کشور اتریش است. وی در بین سال‌های ‎۱۹۵۶ میلادی در مسابقات بازی‌های المپیک زمستانی در مجموع ۳ مدال طلا را کسب کرد.